# Британські великі кішки

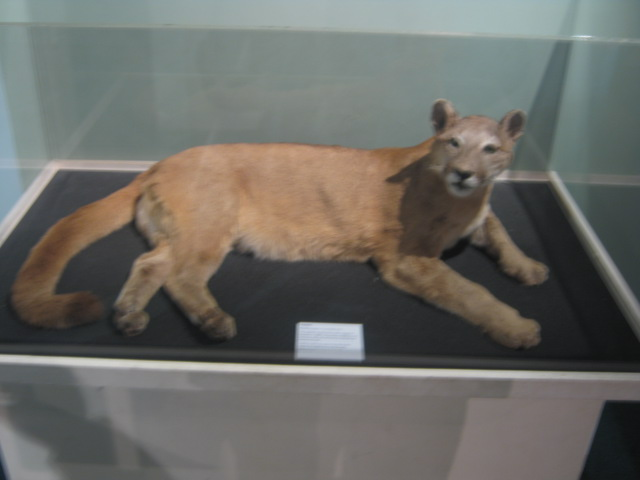
Пума, спіймана в Шотландії в 1980 році

Британські великі кішки, також відомі як «аномальні („чужі“) великі кішки» (англ. Alien Big Cats ABC), «кішки-фантоми», «загадкові кішки» — нібито (або можливо) наявні невідомі науці великі представники сімейства котових (або ж відомі, але ненормальні для фауни Великої Британії), що мешкають на Британських островах і зустрічаються в сільській місцевості. Зокрема, повідомлялося про спостереження «пантер», «пум» і гігантських «чорних котів». Також знаходили тварин, убитих характерними для великих кішок (як правило пум) способами вбивства. Реальність їх існування не доведена, проте існує достатня кількість версій, створених на основі аналізу окремих випадків, що заслуговують на довіру, які пояснюють їх спостереження: наприклад, це можуть бути тварини, які втекли з цирків або випущені своїми колишніми господарями на свободу після видання «Акта про небезпечних диких тварин» 1976 року. Проте, є і менш наукові версії — зокрема припущення про те, що на території Британських островів могла зберегтися невелика популяція фауни великих котячих з часів останнього заледеніння.